# Hapalogenyidae
Hapalogenyidae (Grombaarzen) zijn een familie van straalvinnige vissen uit de orde van Baarsachtigen (Perciformes).

## Geslacht
- Hapalogenys Richardson, 1844